# 波田大和
波田 大和（はた やまと、1997年1月18日  ）は、日本のプロボクサー。埼玉県草加市出身。帝拳ジム所属。第49代OPBF東洋太平洋スーパーフェザー級王者。
元大相撲小結・旭道山の甥。父は幕内格行司の木村寿之介。

## 来歴
花咲徳栄高等学校時代、高3のインターハイと国体で準優勝。2015年3月18日帝拳ジムに所属。2015年10月3日、後楽園ホールでプロデビュー戦を行い2回KO勝ちを収めた。
2020年2月1日、後楽園ホールで日本スーパーフェザー級ユース王座決定戦として、日本ライト級10位の石井龍誠と対戦し、5回2分2秒TKO勝ちを収め、王座を獲得した。これにより、帝拳ジムとして初めての日本ユース王者となった。
2020年10月2日、後楽園ホールでOPBF東洋太平洋フェザー級8位の竹嶋宏心と対戦し、8回3-0（78-73×3）で判定勝ちを収めた。
2022年10月1日、後楽園ホールで日本スーパーフェザー級挑戦者決定戦で日本同級2位の原優奈と対戦し、8回判定負けを喫した。またこの後、原は坂晃典を破り日本王座に就いている。
しかし再起戦以降は連続KO勝ちを収め、OPBF東洋太平洋スーパーフェザー級王者・坂の指名挑戦者として第一線に再浮上。奇しくも原に敗れてから再起したボクサー同士でのタイトルマッチとなった。2024年6月1日、後楽園ホールで坂と対戦し、3回2分32秒TKO勝ちを収めOPBF王座を獲得した。
2024年11月2日、後楽園ホールでフィリピンスーパーフェザー級2位のプレスコ・カルコシアと132ポンド契約のノンタイトル戦で対戦し、初回にカルコシアの右ストレートを被弾してバランスを崩しかけるも、3回に右フックとラッシュで2度ダウンを奪い、レフェリーストップで4回1分31秒TKO勝ちを収めた。
2025年4月5日、後楽園ホールにてOPBF東洋太平洋スーパーフェザー級3位の渡邉卓也とOPBF東洋太平洋同級タイトルマッチを行い、5回22秒TKO勝ちを収め初防衛に成功した。
2025年8月2日、後楽園ホールにてOPBF東洋太平洋スーパーフェザー級5位の神足茂利とOPBF東洋太平洋同級タイトルマッチを行い、12回1-1の引き分けとなるも2度目の防衛に成功した。なお、対戦した神足は試合後に控室で意識不明となり救急搬送、搬送先の病院で急性硬膜下血腫と診断され開頭手術を受けたものの、同8日に逝去。

## 戦績
- アマチュアボクシング：48戦 39勝 9敗[2]
- プロボクシング：20戦 17勝 (16KO) 2敗 1分

| 戦           | 日付          | 勝敗 | 時間    | 内容    | 対戦相手                           | 国籍         | 備考                                           |
| ------------ | ------------- | ---- | ------- | ------- | ---------------------------------- | ------------ | ---------------------------------------------- |
| 1            | 2015年10月3日 | ☆    | 2R 2:20 | KO      | ムアンポン・NPボクシングジム       | タイ         | プロデビュー戦                                 |
| 2            | 2016年5月7日  | ☆    | 2R 1:26 | TKO     | ナックロップ・シーパラチャイ       | タイ         |                                                |
| 3            | 2016年9月10日 | ☆    | 3R 1:15 | TKO     | 俊趙勲                             | 韓国         |                                                |
| 4            | 2017年2月4日  | ★    | 4R 2:04 | TKO     | 橋本拓也（ワイルドビート）         | 日本         |                                                |
| 5            | 2017年10月7日 | ☆    | 4R 1:43 | TKO     | アルスンノーイ・ジョー・サンラット | タイ         |                                                |
| 6            | 2018年2月3日  | ☆    | 3R 2:57 | TKO     | 坂田尚樹（ワタナベ）               | 日本         |                                                |
| 7            | 2018年5月30日 | ☆    | 8R 2:32 | TKO     | 草野慎悟（三迫）                   | 日本         |                                                |
| 8            | 2018年10月6日 | ☆    | 3R 1:04 | KO      | デッリヤ・クラムールウォング       | タイ         |                                                |
| 9            | 2019年5月4日  | ☆    | 2R 2:19 | KO      | アルピウス・マウファニ             | インドネシア |                                                |
| 10           | 2019年9月2日  | ☆    | 3R 2:39 | TKO     | 大保龍球（神奈川渥美）             | 日本         |                                                |
| 11           | 2020年2月1日  | ☆    | 5R 2:02 | TKO     | 石井龍誠（伴流）                   | 日本         | 日本スーパーフェザー級ユース王座決定戦         |
| 12           | 2020年10月2日 | ☆    | 12R     | 判定3-0 | 竹嶋宏心（松田）                   | 日本         |                                                |
| 13           | 2022年3月5日  | ☆    | 7R 2:58 | TKO     | 齊藤陽二（角海老宝石）             | 日本         |                                                |
| 14           | 2022年10月1日 | ★    | 8R      | 判定1-2 | 原優奈（真正）                     | 日本         | 日本スーパーフェザー級最強挑戦者決定戦         |
| 15           | 2023年5月1日  | ☆    | 3R 0:29 | KO      | 高詩超                             | 中国         |                                                |
| 16           | 2023年11月4日 | ☆    | 5R 0:40 | TKO     | 劉彪                               | 中国         |                                                |
| 17           | 2024年6月1日  | ☆    | 3R 2:32 | TKO     | 坂晃典（仲里）                     | 日本         | OPBF東洋太平洋スーパーフェザー級タイトルマッチ |
| 18           | 2024年11月2日 | ☆    | 4R 1:31 | TKO     | プレスコ・カルコシア               | フィリピン   |                                                |
| 19           | 2025年4月5日  | ☆    | 5R 0:22 | TKO     | 渡邉卓也（DANGAN）                 | 日本         | OPBF防衛1                                      |
| 20           | 2025年8月2日  | △    | 12R     | 判定1-1 | 神足茂利（M.T）                    | 日本         | OPBF防衛2                                      |
| テンプレート |               |      |         |         |                                    |              |                                                |

## 獲得タイトル

### アマチュア
- 高3のインターハイと国体で準優勝[2]

### プロ
- 第3代日本スーパーフェザー級ユース王者
- 第49代OPBF東洋太平洋スーパーフェザー級王座（防衛2）